# 茶没食子素
茶没食子素（英語：Theogallin），又称茶棓因、没食子-3-金鸡纳酸或3-O-没食子酰基奎宁酸，1955年在阿萨姆茶叶中发现的一种三羟基苯甲酸糖苷，属茶多酚物质，被视作茶叶中的增鲜味成分。此外在草莓树果实中也发现了茶没食子素。
其占茶叶干重的1.0%，易溶于水和含水乙醇，难溶于乙酸乙酯，遇乙酸铅沉淀析出。水解产物为没食子酸和金鸡纳酸。
在大鼠身上的研究表明，茶没食子素和其代谢产物金鸡纳酸可以透过血脑屏障，并具有增强认知的作用。